# Völcsej

Znak obce Völcsej

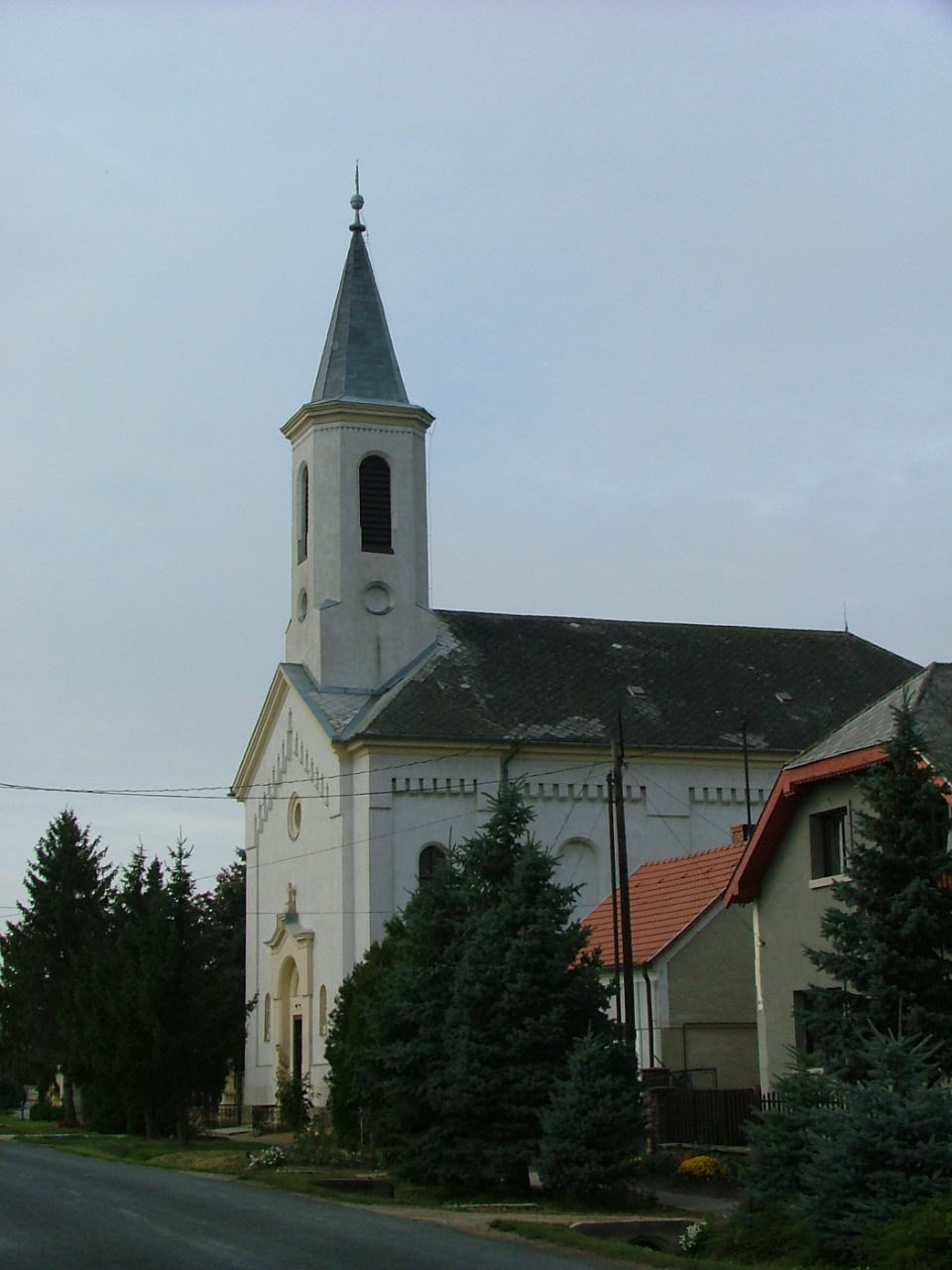
Kostel v obci Völcsej

Völcsej je vesnice v župě Győr-Moson-Sopron, v okresu Sopron. Rozloha obce je 9,32 km² a v lednu 2014 zde žilo 361 obyvatel.

## Poloha, popis
Vesnice se rozkládá v rovinaté krajině na západě Maďarska v nadmořské výšce zhruba od 190 do 210 m.
Obec je vzdálena přibližně 1,5 km na západ od hlavní silnice č.84, vedoucí ze Soproně k Balatonu. Je rozložena pouze po obou stranách vedlejší silnice č.8627, ve směru na Kőszeg. Celková délka vesnice je asi 1700 m. Zhruba uprostřed obce stojí při silnici katolický kostel sv.Ladislava (Szent László) a také sochy svatého Floriána a svatého Jana Nepomuckého z druhé poloviny 18. století.
Sousedními obcemi jsou Sopronkövesd na severu, Lövö na východě, Nemeskér na jihovýchodě, Egyházasfalu na jihu a Sopronhorpács na západě.
Obyvatelé obce jsou zaměstnání především v zemědělství.